# Илия Онбашиев
Илия Стоянов Онбашиев е български революционер, деец на Вътрешната македоно-одринска революционна организация.

## Биография
Онбашиев е роден в 1867 година в неврокопското село Балдево, тогава в Османската империя. Влиза във ВМОРО. Участва в Илинденско-Преображенското въстание през лятото на 1903 година, като взима участие в сражението при Балдево. Заловен е от османците и откаран в Солун, където военен съд го осъжда на 15 години затвор. В 1904 година при общата амнистия е освободен.
На 23 март 1943 година, като жител на Балдево, подава молба за българска народна пенсия, която е одобрена и пенсията е отпусната от Министерския съвет на Царство България.